# Teresita Román de Zurek
Teresita Román de Zurek (Cartagena de Indias, 29 de diciembre de 1925-Cartagena de Indias, 2 de mayo de 2021) fue una escritora y chef colombiana.

## Biografía
Teresa Román nació en Cartagena, Colombia, el 29 de diciembre de 1925. Provenía de una familia de destacados químicos que emigraron de España a principios del siglo XIX. Su padre inventó la Kola Román, una bebida gaseosa rosada, que ella usaba como ingrediente en muchas de sus recetas. En 1963, Román publicó su primer libro de cocina, Cartagena de Indias en la Olla, que desde entonces se ha publicado en 45 ediciones en español e inglés. En 1998, publicó Mis Postres, un libro de cocina breve que consiste principalmente en postres de chocolate. En 2004 recibió una distinción del Festival de Cocina de Popayán por su labor de preservación de la cocina autóctona cartagenera. Román también perteneció a la internacional Chaîne des Rôtisseurs.
Román comenzó a trabajar en la Cruz Roja Colombiana en el Departamento de Bolívar a mediados de la década de 1960. Fundó la asociación "Damas Grises" y fue su presidenta regional de 1992 a 2000, antes de ser nombrada Presidenta Nacional de Honor.
La Fundación Casa Museo del Cabrero trabaja para promover el legado del presidente colombiano Rafael Núñez. La Casa Museo Rafael Núñez está ubicada en el barrio Cabrero de Cartagena. Román lideró la organización luego de la muerte del fundador Eduardo Lemaitre.
Román vivía en Casa Román, una extravagante propiedad morisca del siglo XIX en Cartagena. Tenía una colección de 1.470 muñecas que representaban a las naciones del mundo. Inició la colección en 1948 con un baby doll de Romería del Rocío con falda de lino con volantes. Una de sus adquisiciones más recientes fue una muñeca de Shakira. Las muñecas se guardan en exhibidores de vidrio en una habitación de la esquina de Casa Román.
Fue premiada en varias ocasiones por su contribución y preservación de la cultura de Colombia y Cartagena. En 2006 fue nombrada Alcaldesa Honoraria de la Ciudad de Cartagena de Indias.